# 藤田義郎
藤田 義郎（ふじた よしろう、1922年 - 1997年12月4日）は、日本の新聞記者・評論家。東京都出身。

## 人物
産経新聞で政治部次長、論説委員を歴任するかたわら、フジテレビ系列のニュース番組でも、ニュース解説者を務めた。政治部記者としては、1974年に、椎名裁定裁定文作成に関与した。
1967年の第31回衆議院議員総選挙に兵庫県第1区から出馬したが落選した。
親台湾（中華民国）・蔣介石の立場から、マスコミ総合研究所を主宰し、蔣介石を礼賛する「以徳報怨」の流布に貢献。その功績により、1989年には紫色大綬景星勲章、1992年には国際伝播奨章（マスコミュニケーション賞）を授与されている。

## 著作
- 『指導者』マスコミ綜合研究所、1971年12月。全国書誌番号:85010352、NCID BN10565190。
- 『椎名裁定 : 現場にみた椎名・三木の「信頼」から「破局」まで』サンケイ出版、1979年9月。全国書誌番号:79029401、NCID BN10073946。